# Amsterdamse Huishoudschool

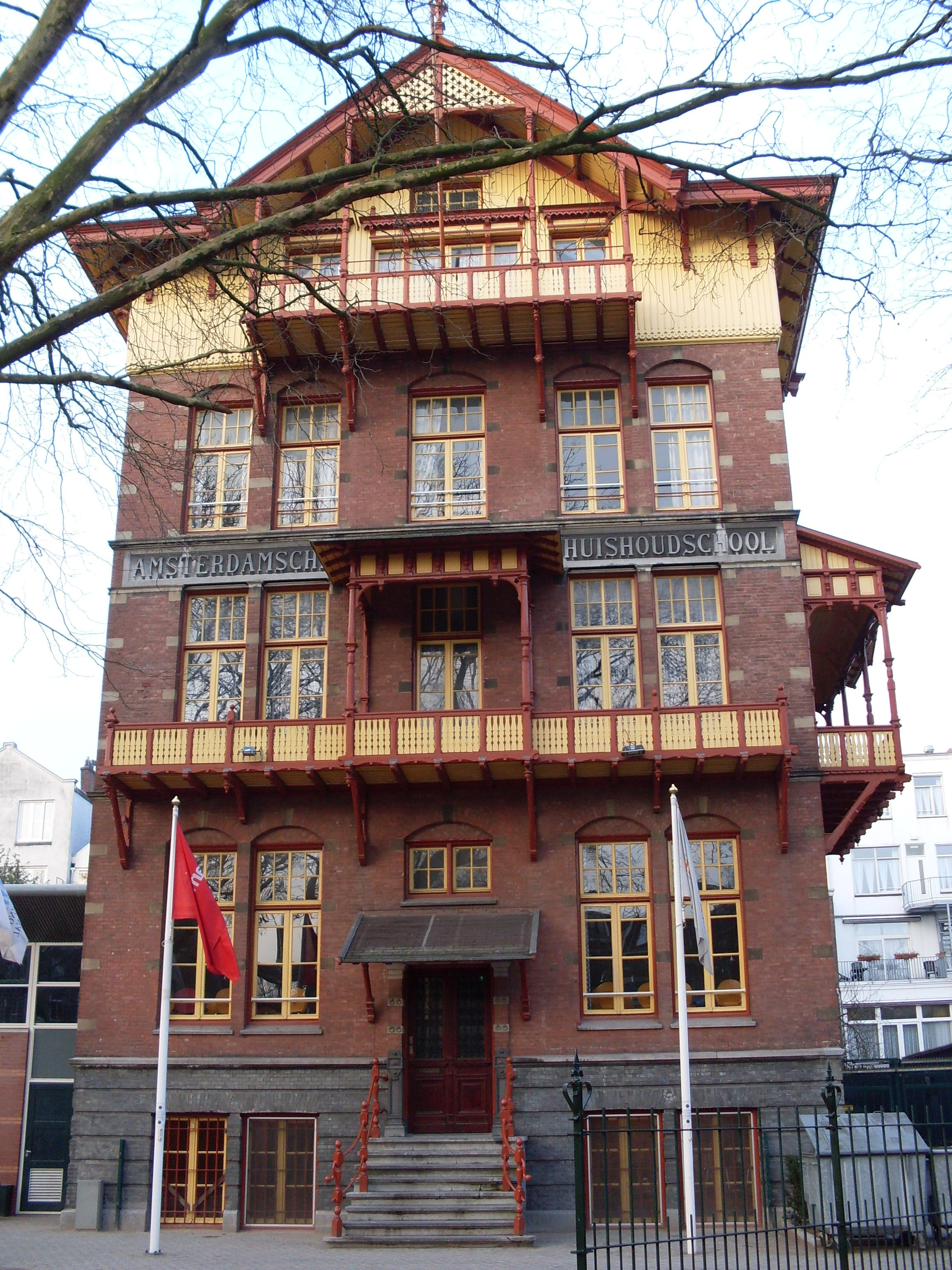
Amsterdamse Huishoudschool

De Amsterdamsche Huishoudschool is een gemeentelijk monument recht tegenover een van de toegangen tot het Vondelpark in Amsterdam. De huishoudschool bestond van 1896 tot 1983.

## Gebouw
Het pand waarin die lessen plaatsvonden is opgetrokken in chaletstijl. Kenmerkend voor de chaletstijl zijn bijvoorbeeld de houten balkons en loggia's en de overstekende daklijst met sierconsoles.
De school was aanvankelijk gevestigd op de Prinsengracht 293. In 1894-95 verrees onder leiding van architect Christiaan Posthumus Meyjes sr. een nieuw pand aan het Zandpad 5 langs het Vondelpark. Verbouwingen waren in 1952 (gymzaal), 1974 en 1998.

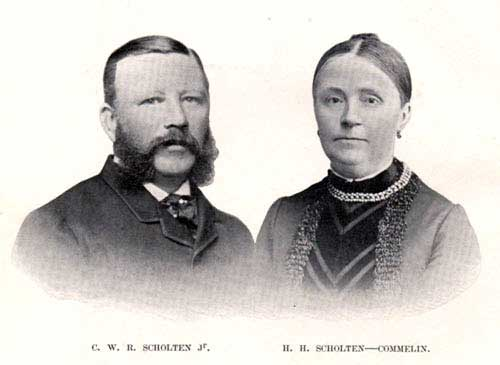
Echtpaar Scholten-Commelin

## Doelstelling
De ontwikkeling van vrouwelijke vorming stond centraal voor de oprichtsters freule Jeltje de Bosch Kemper (1836-1916) en Hendrina Scholten-Commelin. Hun Vereeniging tot Instandhouding en Beheer van de Amsterdamsche Huishoudschool was erop gericht op economische zelfstandigheid van vrouwen. Daartoe diende er meer en betere werkgelegenheid voor ‘beschaafde’ vrouwen te komen. De opleiding was bedoeld voor aanstaande huisvrouwen maar ook voor de opleiding van hen die later professioneel in de huishouding of het huishoudonderwijs een plaats zouden vinden.

### Lessen
De opleiding trachtte meisjes uit alle standen te oefenen in het koken, strijken, verstellen van kleding en andere huishoudelijke bezigheden. De aangeboden cursussen op te leiden tot efficiënte en verantwoordelijke huishoudsters, dienstbodes en onderwijzeressen in het huishoudonderwijs. In de theorie- en praktijklessen kwamen eigenschappen zoals moederschap, dienstbaarheid, zorg en gehoorzaamheid aan bod. Het kookonderwijs nam daarbij een belangrijke plaats in.

### Kookboek
In 1910 publiceerde kooklerares C.J. Wannée het Wannée Kookboek dat heden ten dage nog steeds in herdruk verschijnt. Enerzijds was het bedoeld als studieboek voor het praktijkonderwijs op de school zelf, maar ook wilde ze gevarieerde recepten aanbieden tegen de 'chronische eentonigheid' van het dagelijkse eten. Ten slotte was Wannée van mening dat huisvrouwen bij de bereiding van hun gerechten de juiste ingrediënten moesten gebruiken, omdat elk gerecht daarmee valt of staat.

## Geschiedenis
In de 19e eeuw richtte de maatschappelijke discussie zich op de 'sociale quaestie'. Daarbij werd ook de rol van de vrouw besproken. Op huishoudelijk gebied speelde het gebrek aan persoonlijke hygiëne en goede voeding tot de discipline van nette dienstmeisjes. 
De Vereeniging tot Instandhouding en Beheer van de Amsterdamsche Huishoudschool werd in 1891 opgericht door Hendrina Scholten-Commelin en Jeltje de Bosch Kemper. In 1887 waren op een tentoonstelling van voedingsmiddelen onder de indruk geraakt van een op Duitse en Engelse ideeën geschoeide kookdemonstratie.
Ter voorbereiding bezochten daartoe reeds bestaande huishoudscholen in België en Engeland. De niet-gesubsidieerde school begon in een pand aan de Prinsengracht met als directrice Suze Meijboom.
Na enkele jaren kwam freule Jeltje aan het Zandpad bij het Vondelpark wonen als achterbuurvrouw van Hendrina Scholten. Haar man Johannes Scholten kocht de grond tussen de beide woningen en schonk dat vervolgens aan het schoolbestuur van de huishoudschool. Op het stuk grond werd in 1894 een groot schoolgebouw gebouwd door architect C.B. Posthumus Meyjes (1858-1927). De school groeide sterk en werd in 1900 bezocht door koningin Wilhelmina met haar moeder, regentes Emma. 
In 1900 vroeg de Bond van Leraressen bij het Huishoudonderwijs meer zeggenschap binnen de huishoudscholen. Ze hadden tevergeefs bij het bestuur van de Amsterdamsche Huishoudschool aangedrongen op een salarisverhoging en modernisering van het onderwijs. Het conflict zou leiden tot het ontslag van kookboekenschrijfster Martine Wittop Koning en een groot deel van de leraressen, inclusief directrice Meyboom. De meeste leerkrachten namen ontslag toen de eisen werden afgewezen. Zij richtten in mei 1904 de Nieuwe Huishoudschool op aan de Gabriël Metsustraat 8 naar een ontwerp van Willem Leliman.
In de Tweede Wereldoorlog vorderden de Duitsers het pand. Na de oorlog was onder anderen Johanna Callenbach directrice. De school verloor daarna langzamerhand haar aantrekkingskracht. In 1970 werd de Nieuwe Huishoudschool gesloten en opgenomen in de Hogeschool van Amsterdam. De Amsterdamsche Huishoudschool bleef tot 1969 opleidingen verzorgen in het gebouw aan het Zandpad 5. In 1975 werd de voormalige school verbouwd tot jeugdherberg. Door de afkondiging van het slaapverbod in het Vondelpark moest aan 'parkslapers' een alternatief worden geboden.
Het gebouw fungeert in 2014 nog altijd jeugdherberg Stayokay en is in 2009 op de gemeentelijke monumentenlijst geplaatst. In de jaren zeventig werd het gebouw opvangcentrum voor berooide toeristen en daklozen. In 1974 volgde een verbouwing tot jeugdherberg.